# 大阪大学生母親殺害事件
大阪大学生母親殺害事件（おおさかだいがくせいははおやさつがいじけん）は、日本で起きた尊属殺事件。

## 概要

### 事件の発生
2006年7月5日に、大阪府豊中市の民家で園芸店のパート店員であった人物が何者かに襲われて部屋が荒らされていたのが発見された。これは5月5日の午後1時20分頃に同僚が訪問した際に発見されていた。この被害者は1階の応接間でソファとテーブルの間でうつぶせになって倒れており、後頭部から頭頂部にかけて複数の頭の傷があった。同僚は被害者に連絡が取れずに不審に思っていたことから自宅を訪問したところ、殺害されているのが発見されていた。事件が発生した後に被害者の自宅付近に止めてあったスクーターには微量の血液反応があり、被害者の三男が事件の前後にスクーターに乗っていたことから、警察は三男は何か事情を知っていると見て調べていた。三男は7月5日の事件発生直後に警察に事情を聞かれ、7月7日にはこの三男を殺人容疑で逮捕する方針を固めた。三男はこの時点で容疑を認めており、母親がうるさかったから殺害することにしたと話した。犯人は事件当日の7月5日に事情聴取を受けたその7月6日未明に手首を切って自殺を図っていた。殺害後に部屋が荒らされていたのは、これは強盗の仕業に見せかけようとして偽装工作をしようとしていたためであった。

### 事件の詳細
この事件の犯人は教育熱心だった母親の期待を一身に受けて育てられていた。2001年4月に一浪して大阪大学工学部に入学しており、高校在校時代には素行に問題は無かった。知り合いによると人懐こく明るい性格で皆に親しまれ友達も多かったや、親に反抗的な態度を見せたことは無かったとのこと。だが事件直前には真夜中に大声で歌を歌うなどの不可解な行動が見られていた。この時期には通学用のバイクが自宅に止まっていたままであったり、母親が大声で起こす声が家の外にまで聞こえるということもあった。両親が外出した後にバイクで外出してパチンコ店に出入りしていた。この事件の犯人は、7月5日の朝に父親には大学に行くと言って午前9時過ぎに家を出て大学に向かったということにしていたが、実際は大学にはほとんど行っておらずに父親には嘘を言ってパチンコ店に行っていた。パチンコ店の防犯カメラには、母親の死亡推定時刻の午前10時以降に入店した姿が映っていた。この事件の犯人には2人の兄がおり、この2人とも順調しており、犯人は母親にこの2人の兄と比較されていたことに腹が立っていた。警察は犯人は日頃から母親から兄と比較され、生活態度をとがめられたことに重圧感を抱き、兄への劣等感などのストレスが積み重なって母親への殺意につながったと見る。犯行の時点ではすでに大学を2年留年しており、卒業単位の6割しか取得できておらず、来春の卒業もほぼ絶望であった。
2007年4月17日に大阪地方裁判所でこの事件の判決が行われ、犯人には懲役の有罪判決が下された。この判決によると、事件当日の朝に自宅の居間で母親と2人でいたところ、母親に24歳ならば普通は大学を卒業して就職も立派にしているのにと言われたことに感情が高ぶり、居間にあった金槌で後頭部を殴打していた。それからそれを強盗の仕業に見せかけようとして十数回殴って殺害して、母親の財布から金を抜き取るなどをしていた。この犯人は2001年春に大阪大学に入学したものの、同年10月よりパチンコに熱中して徐々に通学しなくなっていた。2005年夏に2度目の留年が決まったのだが両親には大学院進学するや就職が決まったと嘘をついていた。裁判長には母親には落ち度は皆無で理不尽な犯行であったが、犯人は反省を深めているとされた。余りにも未熟で歪んだ保身を優先させ、自己中心的で身勝手極まりない犯行であったとされた。